# Ревівська сільська рада
Ре́вівська сільська́ ра́да — адміністративно-територіальна одиниця та орган місцевого самоврядування в Кам'янському районі Черкаської області. Адміністративний центр — село Ревівка.

## Загальні відомості
- Населення ради: 1 460 осіб (станом на 2001 рік)

## Населені пункти
Сільській раді підпорядковані населені пункти:
- с. Ревівка
- с. Пляківка

## Склад ради
Рада складається з 16 депутатів та голови.
- Голова ради: Глущенко Микола Олександрович

### Керівний склад попередніх скликань
| Прізвище, ім'я, по батькові   | Основні відомості                                                                     | Дата обрання | Дата звільнення |
| ----------------------------- | ------------------------------------------------------------------------------------- | ------------ | --------------- |
| Приймак Олена Миїхайлівнай    | Сільський голова, 1957 року народження, член Народної партії                          | 26.03.2006   | 31.10.2010      |
| Приймак Олена Михайлівна      | Сільський голова, 1957 року народження, освіта середня загальна, член Партії регіонів | 31.10.2010   | 01.10.2012      |
| Глущенко Микола Олександрович | Сільський голова, 1959 року народження, освіта середня загальна, позапартійна         | 02.06.2013   |                 |

Примітка: таблиця складена за даними сайту Верховної Ради України

### Депутати
За результатами місцевих виборів 2010 року депутатами ради стали:

#### За суб'єктами висування
| Суб'єкт висування                | Кількість обраних депутатів | %    |
| -------------------------------- | --------------------------- | ---- |
| Самовисування                    | 11                          | 68,8 |
| Соціалістична партія України     | 2                           | 12,5 |
| Народна партія                   | 1                           | 6,3  |
| Партія регіонів                  | 1                           | 6,3  |
| Політична партія «Нова політика» | 1                           | 6,3  |

#### За округами
| № округу                         | Прізвище, ім'я, по батькові    | Дата визнання обраним | Освіта             | Партійна приналежність                 | Відомості про обраного депутата                               |
| -------------------------------- | ------------------------------ | --------------------- | ------------------ | -------------------------------------- | ------------------------------------------------------------- |
| Народна Партія                   |                                |                       |                    |                                        |                                                               |
| 11                               | Остроушко Оксана Петрівна      | 05.11.2010            | середня спеціальна | позапартійна                           | ГВП «Маркет», продавець                                       |
| Партія регіонів                  |                                |                       |                    |                                        |                                                               |
| 10                               | Назарова Зінаїда Володимирівна | 05.11.2010            | середня            | позапартійна                           | сільська рада, касир                                          |
| Політична партія «Нова політика» |                                |                       |                    |                                        |                                                               |
| 4                                | Матрос Олександр Володимирович | 05.11.2010            | середня спеціальна | член Політичної партії «Нова політика» | Сільська рада, спеціаліст-землевпорядник                      |
| Соціалістична партія України     |                                |                       |                    |                                        |                                                               |
| 1                                | Білик Лариса Василівна         | 05.11.2010            | середня            | позапартійна                           | Відділ зв'язку, листоноша                                     |
| 9                                | Волкова Людмила Олексіївна     | 05.11.2010            | середня            | позапартійна                           | тимчасово не працює                                           |
| Самовисування                    |                                |                       |                    |                                        |                                                               |
| 2                                | Білик Володимир Петрович       | 05.11.2010            | середня спеціальна | позапартійний                          | тимчасово не працює                                           |
| 3                                | Яценко Олександр Георгійович   | 05.11.2010            | середня            | позапартійний                          | Кам'янський СГК, водій                                        |
| 5                                | Земцова Алла Анатоліївна       | 05.11.2010            | середня спеціальна | член Народної партії                   | ДНЗ с. Пляківка, праля                                        |
| 6                                | Геріх Надія Володимирівна      | 05.11.2010            | середня            | позапартійна                           | ДНЗ с. Пляківка, медична сестра                               |
| 7                                | Бондаренко Наталія Віталіївна  | 05.11.2010            | середня спеціальна | позапартійна                           | Сільська рада, секретар виконкому                             |
| 8                                | Артеменко Зоя Анатоліївна      | 05.11.2010            | середня            | позапартійна                           | тимчасово не працює                                           |
| 12                               | Артеменко Наталія Анатоліївна  | 05.11.2010            | середня спеціальна | позапартійна                           | сільська рада, головний бухгалтер                             |
| 13                               | Олексенко Ольга Григорівна     | 05.11.2010            | середня            | позапартійна                           | Ревіввський фельдшерсько-акушерський пункт, молодша медсестра |
| 14                               | Темненко Тетяна Олександрівна  | 05.11.2010            | середня спеціальна | позапартійна                           | ТОВ «Олімп», доглядач ВРХ                                     |
| 15                               | Олійник Анна Володимирівна     | 05.11.2010            | середня            | позапартійна                           | відділ зв'язку, листоноша                                     |
| 16                               | Головченко Наталія Миколаївна  | 05.11.2010            | середня            | позапартійна                           | тимчасово не працює                                           |